# Brama Kaliska w Poznaniu
Brama Kaliska – jedna z bram Twierdzy Poznań. Została wyburzona w 1950 roku jako ostatnia z bram Festung Posen. Przez nią wychodziła droga z Poznania w kierunku Żegrza i Kórnika. Umiejscowiona była u wylotu ulicy Berdychowo (współcześnie teren kampusu Politechniki Poznańskiej) obok Fortu Raucha i Tamy Berdychowskiej.

## Historia
Powstała około 1850 roku. W 1875 wymieniono most drewniany na nowy. Uniknęła masowej rozbiórki fortyfikacji poligonalnych Twierdzy Poznań.

Jak donosiła gazeta Wielkopolska Jlustracja Nr 28 z 1929.04.14 postanowiono zostawić bramę jako zabytek: 

Jako zabytek pruskiego budownictwa wojennego przetrwała, pozostająca w ręku polskich władz wojskowych ogromna Cytadela, pomiędzy Szelągiem a Winiarami, oraz warownia Przemysława przy wałach Przemysława. Ponadto pozostanie też okrągły bastjon warownia Radziwiłła na Zagórzu, zwana popularnie czerwoną wieżą, i brama Kaliska.

## Architektura
Jednoprzelotowa brama była przykryta ziemią. Centralna część wyższa, wykończona krenelażem. Nad otworem bramnym z każdej strony orzeł pruski, oraz tablica z nazwą bramy KALISCHER THOR. Od strony miasta w bocznych częściach okna, a od strony przedpola twierdzy 16 strzelnic karabinowych.
Na przedpolu most na czterech murowanych filarach. Uchylana część mostu zamykała bramę.
Budowla była stylizowana na architekturę średniowieczną.